# Valentin Kornev
Valentin Mikhaylovich Kornev (en russe : Валентин Михайлович Корнев), né le 29 août 1942 à Iaroslavl et mort le 19 novembre 2016 dans la même ville, est un tireur sportif soviétique.

## Carrière
Valentin Kornev participe aux Jeux olympiques de 1968 à Mexico et remporte la médaille d'argent dans l'épreuve de tir à la carabine à 300 mètres en 3 positions (il termine également seizième de l'épreuve de tir au pistolet en position couchée à 50 mètres). Aux Jeux olympiques de 1972 à Munich, il se classe huitième en tir à la carabine à 50 mètres en 3 positions et 34e au tir au pistolet en position couchée à 50 mètres.